# Enosburg Falls
Enosburg Falls es una villa ubicada en el condado de Franklin en el estado estadounidense de Vermont. En el año 2010 tenía una población de 1.329 habitantes y una densidad poblacional de 139,89 personas por km².

## Geografía
Enosburg Falls se encuentra ubicado en las coordenadas 44°54′25″N 72°48′23″O / 44.90694, -72.80639.

## Demografía
Según la Oficina del Censo en 2000 los ingresos medios por hogar en la localidad eran de $30,221 y los ingresos medios por familia eran $37,813. Los hombres tenían unos ingresos medios de $30,395 frente a los $20,542 para las mujeres. La renta per cápita para la localidad era de $15,195. Alrededor del 12.2% de la población estaba por debajo del umbral de pobreza.